# Rivula everta
Rivula everta är en fjärilsart som beskrevs av Swinhoe 1907. Rivula everta ingår i släktet Rivula och familjen nattflyn. Inga underarter finns listade.